# كوبا بيرنوشي 2021
كوبا بيرنوشي 2021 (بالإيطالية: Coppa Bernocchi 2021)‏ هو سباق دراجات هوائية، وهو الموسم رقم 102 من كوبا بيرنوشي، وأقيم في 4 أكتوبر 2021، وامتدّ لمسافة 197.15 كيلومتر، وهو أحد سباقات سلسلة سباقات الاتحاد الدولي للدراجات للمحترفين 2021.
فاز بالمركز الأول رمكو أفينبول، وبالمركز الثاني Alessandro Covi ‏، وبالمركز الثالث فوستو ماسنادا.

## الفرق
| فرق عالمية (13)- Ineos Grenadiers - Astana-Premier Tech - Bora-Hansgrohe - Cofidis - Deceuninck-Quick Step - EF Education-Nippo - Groupama-FDJ - Israel Start-Up Nation - Movistar Team - Team BikeExchange - Qhubeka NextHash - Trek-Segafredo - UAE Team Emirates فرق برو (8)- 2021 أندروني جوكاتولي-سيدرمك ‏ - Bardiani CSF Faizanè - كاجا رورال-سيغوروس 2021 ‏ - فريق إيولو كوميت لركوب الدراجات 2021 ‏ - أوسكالتيل أوسكادي 2021 ‏ - Arkéa-Samsic - TotalEnergies - 2021 ويلير تريستينا-سيل إيطاليا ‏ فرق قارية (4)- أموري وفيتا - برودير 2021 ‏ - بلترامي تي إس أيه–تري كولي 2021 ‏ - كولباك-بالان 2021 ‏ - Sam–Vitalcare–Dynatek ‏ |  |
| |  |

## التصنيف العام النهائي
| التصنيف العام         | التصنيف العام        | التصنيف العام | التصنيف العام        | التصنيف العام |
| العداء                | العداء               | البلد         | الفريق               | الوقت         |
| --------------------- | -------------------- | ------------- | -------------------- | ------------- |
| 1                     | رمكو أفينبول         | بلجيكا        | دكونيك كويك ستب      | 4 س 26 د 13 ث |
| 2                     | Alessandro Covi ‏     | إيطاليا       | فريق الإمارات        | + 1 د 49 ث    |
| 3                     | فوستو ماسنادا        | إيطاليا       | دكونيك كويك ستب      | + 1 د 50 ث    |
| 4                     | Samuele Battistella ‏ | إيطاليا       | Astana-Premier Tech  | + 2 د 25 ث    |
| 5                     | تيبو بينو            | فرنسا         | Groupama-FDJ         | + 2 د 26 ث    |
| 6                     | Antonio Puppio ‏      | إيطاليا       | Qhubeka NextHash     | + 2 د 55 ث    |
| 7                     | خوان سباستيان مولانو | كولومبيا      | فريق الإمارات        | + 8 د 27 ث    |
| 8                     | Filippo Fiorelli ‏    | إيطاليا       | Bardiani CSF Faizanè | + 8 د 27 ث    |
| 9                     | نيكولو بونيفازيو     | إيطاليا       | TotalEnergies        | + 8 د 27 ث    |
| 10                    | إيليا فيفياني        | إيطاليا       | Cofidis              | + 8 د 27 ث    |
| مصدر: ProCyclingStats |                      |               |                      |               |

## وصلات خارجية
- الموقع الرسمي
- لمحة عن سباق كوبا بيرنوشي 2021 على موقع  ProCyclingStats   (برو  سايكلنج  ستاتس) - إحصاءات  محترفي  الدراجات.
- كوبا بيرنوشي 2021 على موقع إحصائيات الدراجات الإحترافية (الإنجليزية)